# Pérola
Pérola is een gemeente in de Braziliaanse deelstaat Paraná. De gemeente telt 9.665 inwoners (schatting 2009).

## Aangrenzende gemeenten
De gemeente grenst aan Altônia, Cafezal do Sul, Esperança Nova, Iporã, São Jorge do Patrocínio en Xambrê.